# Offroad

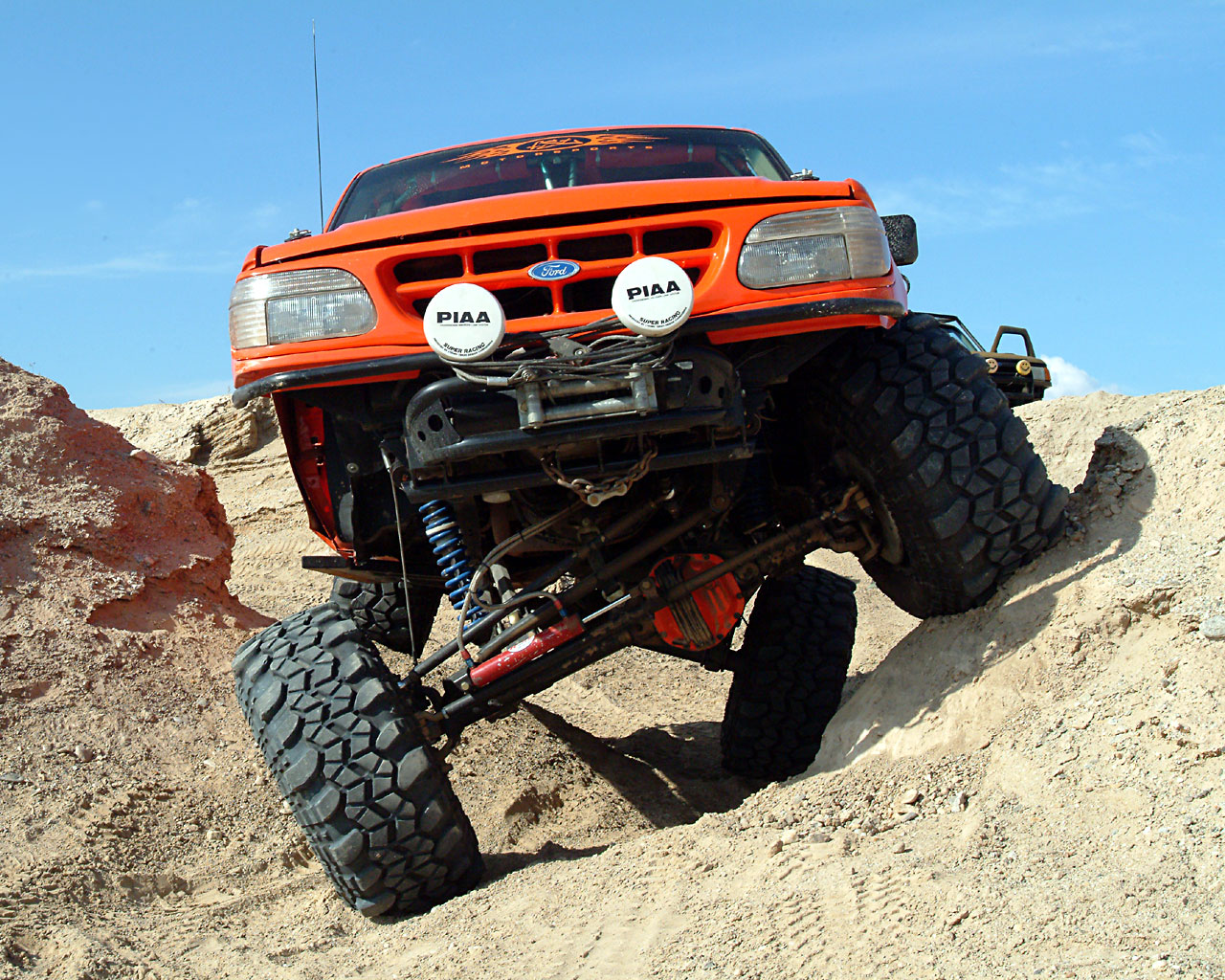
En Ford Explorer offroad

Offroad ("utanför vägen") är det engelska uttrycket för att köra i terräng. Vid körning offroad med bil kan det vara bra att ha: fyrhjulsdrift, lågväxel och differentialspärr. Om man har antispin-system är det också bra.
Om man kör offroad med bil är det en fördel om man har en terrängbil (ORV = Off-Road Vehicle) och inte en SUV (Sport Utility Vehicle), eftersom en terrängbil är konstruerad för att ta sig fram i svår terräng, medan en SUV främst är en lite högre bil än vanligt, som visserligen klarar att ta sig fram bra på sandvägar och annan lättare terräng. 
Tävlingar inom offroad organiseras i Sverige genom Svenska Bilsportförbundet (SBF).

## Tävlingsgrenar inom offroad
- Biltrial
- Challenge / Trophy
- Formula Offroad
- Monsterrace
- ORE